# Gavião-gato
O gavião-gato (Leptodon cayanensis), também conhecido como gavião-de-cabeça-cinza ou  gavião-gato-comum, é uma ave accipitriforme segundo a União Ornitológica Internacional da família Accipitridae.

## Etimologia
O nome gavião-gato foi selecionado como nome vernáculo técnico para a espécie Leptodon cayanensis pelo Comitê Brasileiro de Registros Ornitológicos (CBRO)  em 2021.

## Características
Mede de 46 a 54 cm de comprimento. Possui asas e cauda longa, no adulto, a cabeça cinza destaca-se da barriga e peito brancos, bem como das costas negras. A cauda, negra, possui três largas faixas brancas, sendo a mais interna menor e parcialmente escondida pelas penas do ventre. As pernas são poderosas e cinza azuladas, mesma cor da pele nua das narinas. O juvenil possui uma plumagem diferente. O alto da cabeça é escuro, com a cabeça, pescoço e barriga brancos. O dorso, embora negro como no adulto, não é uniforme e possui áreas mais claras. A pele nua ao redor das narinas, da cara e as pernas são amarelas. Nos juvenis podem ocorrer a fase escura e fase clara.

## Alimentação
A dieta desse gavião é variada, composta por larvas de insetos e insetos adultos como vespas, formigas, besouros e gafanhotos, além de ovos de aves e pequenos invertebrados, como moluscos (Hilty e Brown 1986). Ainda pode capturar com agilidade insetos em voo e até cobras e pequenos lagartos (Ferguson-Lees e Christie 2001).

## Reprodução
A maioria das informações de nidificação dessa espécie são de estudos realizados por Thorstrom (1997) na Guatemala e Carvalho Filho et. al (2005) no Brasil. O ninho é constituído com ramos em árvores. Bota de 1-2 ovos brancos manchados de marrons. Com tamanho médio de 53,1 x 41,5 mm. Thorstrom e Carvalho Filho et al observaram a incubação por ambos os pais, e os autores viram os adultos entregarem o alimento aos filhotes. Carvalho Filho e outros (2005) relataram três ninhos em Minas Gerais, onde a construção do ninho começou em setembro, a incubação em meados de outubro e os jovens ficaram totalmente emplumados em novembro/dezembro do mesmo ano.

## Hábitos
Este gavião vive em florestas e matas abertas, matas ribeirinhas, mata seca e cerradões, visto ocasionalmente em áreas de vegetação mais aberta. Voa por dentro da mata, assim como pode sobrevoar a grande altura. Apesar do tamanho, movimenta-se com facilidade pela vegetação e é difícil localizá-lo. Nos voos planados coloca-se contra o vento e bate seguidamente a ponta das asas, mantendo parado o restante. As asas, por baixo, são negras, com as penas listradas de cinza claro.

## Distribuição Geográfica
O gavião-de-cabeça-cinza possui distribuição neotropical, sendo encontrado do México até o Paraguai e norte da Argentina (Ferguson-Lees e Christie 2001). No Brasil distribui-se em todo o território em regiões florestadas, e fora da Amazônia é considerado pouco comum (Sick 1997).